# Jeanette Olsen
Jeanette Martine Olsen, née le 22 octobre 1873 à Christiana (Norvège) et morte le 23 septembre 1959 au même endroit, est une femme politique et directrice de journaux norvégienne.

## Biographie
Elle dirige la section féminine du Parti travailliste de Skien entre 1907 et 1912. Entre 1911 et 1913, elle est membre du conseil national de l'Association des femmes du Parti travailliste. Elle est également membre du conseil d'administration de la branche du comté de Bratsberg. En 1913, elle est embauchée comme directrice du journal Haugesunds Folkeblad puis en devient la rédactrice en chef la même année.
Avec sa famille, elle s'installe à Tromsø en 1914, où elle devient directrice du Nordlys puis secrétaire du Nord-Norsk Fiskerforbund entre 1917 à 1919. Elle est également membre du conseil municipal de Tromsø entre 1916 et 1919. En 1919, elle est embauchée à Fremover. Elle siège pendant quelque temps comme membre du conseil municipal de Narvik. Tout en vivant en Norvège, elle s'est également impliquée dans la contrebande avec l'URSS.
Elle est membre du conseil d'administration national du Parti travailliste entre 1918 et 1923 et est déléguée au troisième congrès du Komintern en 1921. En septembre 1923, elle a été exclue du parti pendant six mois pour avoir écrit une lettre ouverte à Martin Tranmæl, dans laquelle elle déclare que si ce dernier ne se soumet pas au Komintern, il ouvrirait la voie au fascisme. Avant que l'exclusion ne soit levée, un Parti communiste se créé de façon dissidente et elle le rejoint. Entre 1923 et 1928, elle dirige le secrétariat des femmes du parti avant Olga Andersen. Elle est déléguée au cinquième Congrès du Komintern et édite le magazine du parti destiné aux femmes, Gnisten, à partir de 1925. En 1928, elle démissionne du Parti communiste avec Emil Stang et Olav Scheflo, à cause de l'opposition du parti à la formation du gouvernement Hornsrud. Elle rejoint la Revolusjonære fagopposisjon, Clarté et la Ligue internationale des femmes pour la paix et la liberté. Elle rejoint de nouveau le Parti communiste en 1936, mais en est exclue après trois mois (en septembre), pour avoir défendu Léon Trotski. Devenue trotskyste, elle édite le périodique Oktober entre avril 1937 et septembre 1939. Elle a également travaillé comme couturière.
Elle est mariée à Aksel Olsen (1869-1928), avec qui elle a sept enfants.

## Sources
- (en) Cet article est partiellement ou en totalité issu de l’article de Wikipédia en anglais intitulé « Jeanette Olsen » (voir la liste des auteurs).

1. 1 2 3 4 5  (no) Einhart Lorenz, « Jeanette Olsen », dans Norsk biografisk leksikon, Oslo, Helle, Knut (lire en ligne) (consulté le 5 septembre 2010){{Article encyclopédique}} : l'usage du paramètre |périodique = Kunnskapsforlaget laisse présager
  - soit d'une confusion entre les modèles {{article encyclopédique}} et {{article}}
  - soit d'une confusion entre les paramètres périodique et éditeur.

Merci de consulter la documentation des modèles et de corriger l'article.
2. ↑  (no) « Olsen, Jeanette Martine », dans Friis, Jakob et Juel, Dagfin, Arbeidernes Leksikon, vol. 5, Oslo, 1935, p. 785{{Article encyclopédique}} : l'usage du paramètre |périodique = Arbeidermagasinets Forlag laisse présager
  - soit d'une confusion entre les modèles {{article encyclopédique}} et {{article}}
  - soit d'une confusion entre les paramètres périodique et éditeur.

Merci de consulter la documentation des modèles et de corriger l'article.
3. ↑  (no) Per Maurseth, Gjennom kriser til makt 1920-1935, Oslo, Tiden, coll. « Volume three of Arbeiderbevegelsens historie i Norge », 1987 (ISBN 82-10-02753-0), p. 293
4. ↑  (no) Eva Marie Meling Mathisen, « Kvinnepolitikk og kvinnearbeid i Norges Kommunistiske Parti (NKP) 1923–1930 », Mémoire de maîtrise en histoire,‎ 2008 (lire en ligne [PDF], consulté le 23 juillet 2023).